# Birougou Nationalpark
Birougou Nationalpark, også kendt som Monts Birougou-vådområderne (fransk: Marais des monts Birougou), er en nationalpark i det centrale Gabon. Den indeholder ekstremt tæt regnskov i Chaillubjergene og er en af de to parker, hvor den endemiske marekat Allochrocebus solatus (solhale-guenon), en abe, der først blev beskrevet i 1988, kan findes.
Den blev opført på UNESCOs foreløbige verdensarvsliste (tentativlisten) den 20. oktober 2005, på grund af dens påståede universelle kulturelle og betydning for naturen. Dele af parken har været udpeget som Ramsarområde siden 2007.